# Pusztadaróc
Pusztadaróc (románul: Dorolț) falu Romániában, Szatmár megyében, Pusztadaróc község központja.

## Fekvése
Szatmár megye keleti részén, Szatmárnémetitől északkeletre a román-magyar határ közelében található.

## Története
Pusztadaróc nevét 1220-ban említette először oklevél egy perrel kapcsolatban, Drancy (Draucy) formában, mikor többek között a daróci várnépeket; köztük Krasznát, Kötönyt és Visatát is megemlítik.
1262-ből való a telepítés újabb említése, ekkor Szirmai adatai szerint az elhagyott királyi darócok földjét V. István ifjabb király a Gutkeled nemzetségbeli Várdai Mihály fia Aladár ispánnak ajándékozta.
1314-ben Atya, Pócsa és Kosmota határjárásakor tűnik fel ismét, amikor a falu melletti Németiből Beregszászra vivő utat is megemlítik.
1320-ban a Gutkeled nemzetségbeli Daróci István fia János és annak László nevű fiának birtoka és Pete szomszédja volt.
1323-ban Károly Róbert király oklevele említi, Lázárt, a település tatárjárás utáni első birtokosát.
Tőle származik    a Bábonyi és Váraljai család, tőlük pedig a Daróczy, Csernavoday és Surányi
családok.
1462-ig a település birtokosa a Lázár Daróczy család volt, ennek magvaszakadtával, 1462 után Nádasdy János, Drágfi Miklós és Szállási Erdélyi Péter kaptak rá királyi adományt.
1469-ben Csernavoday Egyed és Domokos foglalják el.
1493-ban Csernavoday Egyed itteni részbirtokát Matucsinay Miklósnak zálogosította el 400 arany forintért.
A 15. században a település nagy része a Derecsényi család tagjaié volt.
1526-ban a falut Derecsényi Péter és Pál kapták meg, de kisebb részeket kapott itt a Tárkányi, Ormós, Thegzes és Wethéssy család is.
1651-ben a Kállay lányok és Csalay László, 1652-ben Lónyay Zsigmond is birtokosok itt,
1687-ben báró Károlyi László is kap itt részbirtokot.
Az 1700-as években a Károlyiaké, a század végén pedig a gróf Barkóczy, Kanizsay, Nagy, Patay és 
Becsky családok.
A 20. század elején Jékey Ilona és Nagy László leszármazottaié.
A trianoni békeszerződés előtt Szatmár vármegye Szatmárnémeti járásához tartozott.
1910-ben 500 magyar lakosa volt, ebből 78 római katolikus, 159 görögkatolikus, 229 református volt.

## Nevezetességek
- Református templom - 1887-ben épült
- Ember Géza-kúria[1]